# Hermann Färber
Hermann Färber, né le 26 mars 1963 à Böhmenkirch en Allemagne de l'Ouest, est un homme politique allemand membre de l'Union chrétienne-démocrate (CDU). En 2013, il devient membre du Bundestag représentant le Land de Bade-Wurtemberg.

## Carrière politique
Färber rejoint la CDU en 2012. Lors des élections au Bundestag du 22 septembre 2013, Färber obtient 49,04 % des voix, remportant l'élection dans la circonscription de Göppingen. Il est réélu en 2017 et en 2021. En 2013, il devient membre de la commission de l'alimentation et de l'agriculture, dont il devient le président à partir de 2021,,.

## Prise de position
En juin 2017, Färber vote contre l'introduction du mariage homosexuel en Allemagne.